# Prison de Jodzina
La prison de Jodzina, également nommée centre de détention provisoire numéro 8, est une prison biélorusse située dans la commune de Jodzina et dans le voblast de Minsk.

## Histoire
Les bâtiments sont construits en 1984 pour servir d'hôpital, puis sont transformés en prison en 1992.

## Infrastructures
La prison compte six bâtiments de détention répartis sur 7 hectares.

## Effectifs
Selon l'universitaire britannique Andrew Coyle (en), la prison compte un millier de détenus en 1994.
En 2012, selon Tut.By, la prison compte environ 1 500 prisonniers, parmi lesquels 900 sont placés en détention provisoire, 300 sont condamnés mais en attente d'un transfert vers une autre prison, et 92 sont emprisonnés à perpétuité. La prison accueille des hommes et des femmes,.
Lors des manifestations de 2020-2021, de nombreux prisonniers politiques sont détenus dans la prison de Jodzina.
En avril 2022, l'ONG Viasna y dénombre 79 prisonniers politiques.

## Conditions de détention

### Décennies 1990 à 2010
En 1994, l'universitaire britannique Andrew Coyle (en) visite la prison de Jodzina : la plupart des cellules sont collectives et possèdent des sanitaires sans intimité ; elles comptent huit couchages, mais fréquemment une dizaine de détenus. La cour d'exercice est ceinte de hautes clôtures et couverte d'un grillage métallique.
En 2012, le média biélorusse Tut.By consacre une enquête à la prison, que ses journalistes ont pu visiter. Les cellules disposent de sanitaires dotés d'une paroi ; les détenus ont le droit à une promenade (d'une demi-heure à une heure) chaque jour, dans des cours de petite taille, ceintes d'un grillage, y compris au-dessus. Les détenus ont théoriquement le droit à un téléviseur. La dureté des conditions de détention provient en partie, selon les journalistes, des règles absconses et officieuses, par exemple l'interdiction de s'allonger sur les lits superposés pendant la journée, sous peine d'enfermement en cellule d'isolement, ou l'interdiction de se lever la nuit (sauf pour aller aux toilettes). Les journalistes relatent également le témoignage d'un ancien détenu, qui fait part de violences et de vexations de la part des gardiens du « groupe de réserve ». Les conditions de travail du personnel sont elles aussi pénibles, indiquent les journalistes.

### Répression des années 2020
Lors des manifestations de 2020-2021, la prison, dans laquelle sont incarcérés des opposants et défenseurs des droits de l'homme, est décrite par des détenus comme moins violente que d'autres, mais sujette à la surpopulation carcérale et à l'absence de soins médicaux.
Ihar Barysaŭ (ru), chef du Parti socio-démocrate biélorusse (en) (parti d'opposition), interrogé par Politico Europe en mai 2021, relate que les conditions de détention y étaient meilleures qu'à Okrestina immédiatement après son transfert, mais que par la suite son matelas et ses livres ont été confisqués, que la nourriture était distribuée en trop petites quantités et que ses codétenus et lui-même ont été battus par une unité de police anti-émeute. D'autres récits, collectés par l'ONG biélorusse Viasna et par le journal américain The New Yorker, font état d'une importante surpopulation carcérale (due aux nombreuses arrestations), de mauvaises conditions sanitaires, d'absence de douche et de promenade, ainsi que de violences physiques et traitements dégradants exercés sur les détenus,.

## Détenus notables
- Alès Bialiatski, directeur de l'ONG Viasna, y a été détenu de décembre 2011 à février 2012[9],[10].
- Katsyaryna Andreyeva, journaliste biélorusse y est détenue en préventive en 2020 jusqu'à son procès pour avoir enquêté sur la mort de Raman Bandarenka.
- Darya Chultsova, journaliste biélorusse y est détenue en préventive en 2020 jusqu'à son procès pour avoir enquêté sur la mort de Raman Bandarenka.